# Crixás
Crixás là một đô thị thuộc bang Goiás, Brasil. Đô thị này có diện tích 4661,077 km², dân số năm 2007 là 11305 người, mật độ 2,4 người/km².